# Almenno San Bartolomeo
Almenno San Bartolomeo é uma comuna italiana da região da Lombardia, província de Bérgamo, com cerca de 5.364 habitantes. Estende-se por uma área de 10,42 km², tendo uma densidade populacional de 515 hab/km². Faz fronteira com Almè, Almenno San Salvatore, Barzana, Brembate di Sopra, Paladina, Palazzago, Roncola, Strozza, Valbrembo.

## Demografia
| Variação demográfica do município entre 1861 e 2011                               |
|                                                                                   |
| Fonte: Istituto Nazionale di Statistica (ISTAT) - Elaboração gráfica da Wikipedia |